# لورانس رايلي
لورانس رايلي (بالإنجليزية: Lawrence Riley)‏ هو كاتب سيناريو وكاتب مسرحي أمريكي، ولد في 1896، وتوفي في 1974.

## وصلات خارجية
- لورانس رايلي على موقع IMDb (الإنجليزية)
- لورانس رايلي على موقع قاعدة بيانات برودواي على الإنترنت (الإنجليزية)
- لورانس رايلي على موقع قاعدة بيانات الفيلم (الإنجليزية)